# Nachal Alija
Nachal Alija (hebrejsky: נחל עליה) je krátké vádí v severním Izraeli, v pohoří Karmel.
Začíná v nadmořské výšce přes 150 metrů nad mořem, v západní části města Haifa, na návrších zastavěných haifskými čtvrtěmi Karmel Carfati a Ramat Ša'ul. Odtud vádí směřuje k západu, přičemž prudce klesá směrem k pobřeží Středozemního moře. Bezprostřední okolí toku je zalesněno, ovšem lemováno souvislou zástavbou města Haifa, zejména čtvrtí Kirjat Šprincak. Na jejím západním okraji pak je vádí svedeno do umělých vodotečí, podchází těleso dálnice číslo 4 a zaústěno do moře.